# Journal of Ancient Judaism
Die Zeitschrift Journal of Ancient Judaism (abgekürzt: JAJ) ist eine interdisziplinäre Fachzeitschrift zur jüdischen Literatur, Kultur, Religion und Geschichte vom Babylonischen Exil bis zum Babylonischen Talmud. Sie wurde 2010 gegründet.
Die Zeitschrift umfasst lange Artikel von bis zu 80 Seiten, sowie einen ausführlichen Rezensionsteil. Eine Ausgabe pro Jahr widmet sich speziellen Randgebieten der Judaistik. Artikel werden in Deutsch, Englisch und Französisch publiziert, wobei der Großteil der Publikationen englischsprachig ist.
Herausgegeben wird die Zeitschrift von Maxine L. Grossmann, Professorin für Judaistik und Religionswissenschaft an der Universität Maryland, sowie Armin Lange, Professor für Judaistik und Direktor des Institutes für Judaistik an der Universität Wien.
Die Zeitschrift erscheint dreimal jährlich im Verlag Brill Schöningh (Paderborn), von 2010 bis 2019 erschien sie im Verlag Vandenhoeck & Ruprecht (Göttingen).
Ergänzend zur Zeitschrift erscheint die Bücherreihe Journal of Ancient Judaism. Supplements (JAJSup), in der bereits 6 Bände erschienen sind. Herausgeber sind Armin Lange, Bernard M. Levinson und Vered Noam.